# Alphonsus Cullinan

Bischofswappen von Alphonsus Cullinan

Alphonsus Cullinan (* 7. Mai 1959 in Lahinch, County Clare) ist ein irischer Geistlicher und römisch-katholischer Bischof von Waterford und Lismore.

## Leben
Alphonsus Cullinan ergriff zunächst den Lehrerberuf und unterrichtete zehn Jahre lang in Castleconnell, County Limerick, und im spanischen Valladolid. Im Jahr 1989 trat er in das irische Nationalseminar in Maynooth ein und empfing am 12. Juni 1994 die Priesterweihe für das Bistum Limerick.
Nach der Priesterweihe war er in der Pfarr- und Krankenhausseelsorge in Limerick tätig. Nach einem Semester als Religionslehrer am Mary Immaculate College in Limerick ging er im Jahr 2001 zum Studium nach Rom. An der Accademia Alfonsiana wurde er im Jahr 2005 mit einer Arbeit zum Thema Christian Anthropology and Utilitarianism in Moraltheologie promoviert. Nach seiner Rückkehr nach Irland war er in der Hochschulseelsorge am Limerick Institute of Technology und ab 2009 als Diözesandirektor für die Vorbereitung des Eucharistischen Kongresses in Dublin tätig. Im Jahr 2011 wurde er Pfarrer in Rathkeale.
Papst Franziskus ernannte ihn am 2. Februar 2015 zum Bischof von Waterford und Lismore. Die Bischofsweihe spendete ihm sein Amtsvorgänger William Lee am 12. April desselben Jahres. Mitkonsekratoren waren der Erzbischof von Cashel und Emly, Kieran O’Reilly SMA, der Erzbischof von Armagh, Eamon Martin, der Erzbischof von Dublin, Diarmuid Martin, und der Apostolische Nuntius in Irland, Erzbischof Charles John Brown.